# Proctophoroides hyalipennis
Proctophoroides hyalipennis là một loài ruồi trong họ Asilidae. Proctophoroides hyalipennis được Macquart miêu tả năm 1838.